# Elegies
Elegies — DVD американской грув-метал-группы Machine Head, записанный в Brixton Academy в Лондоне, Англия. Этот концерт был снят в декабре 2004 года, но релиз состоялся в октябре 2005. Помимо живого выступления, диск содержит все клипы группы на тот момент, а также небольшой документальный фильм о записи альбома Through the Ashes of Empires. На данный момент это единственный полноценный DVD группы.

## Список композиций

### Live at London’s Brixton Academy
1. «Intro» 2:53
2. «Imperium» 5:52
3. «Seasons Wither» 6:18
4. «Old» 4:35
5. «Bulldozer» 5:21
6. «Days Turn Blue to Gray» 5:22
7. «The Blood, the Sweat, The Tears» 4:04
8. «Ten Ton Hammer» 4:28
9. «The Burning Red» 6:05
10. «In the Presence Of My Enemies» 7:59
11. «Take My Scars» 6:03
12. «Descend The Shades Of Night» 6:56
13. «Davidian» 5:26
14. «Block» 8:10

### Bonus
1. «Imperium (Video)»
2. «Making Of Imperium»
3. «The Blood, The Sweat, The Tears (Video)»
4. «Making Of The Blood, The Sweat, The Tears»
5. «Days Turn Blue To Gray (Video)»
6. «Making Of Days Turn Blue To Gray»
7. «Making Of The Album»